# Светско првенство у атлетици у дворани 2025 — 3.000 метара за жене
Трка на 3.000 метара у женској конкуренцији на 20. Светском првенству у атлетици у дворани 2025. одржана је 22. марта у  новоизграђеној дворани „Нанкингова коцка“ у Омладинском олимпијском спортском парку у Нанкингу.

## Земље учеснице
Учествовало је 12 такмичарки из 9 земаља.
| 1. Аустралија (2) 2. Етиопија (2) 3. Израел (1) | 1. Ирска (1) 2. Јапан (1) 3. Кенија (1) | 1. Кина (1) 2. САД (2) 3. Шпанија (1) |

## Освајачи медаља
| Освајачи медаља |               |            |  |  |  |  |
|                 |               |            |  |  |  |  |
|                 |               |            |  |  |  |  |
|                 |               |            |  |  |  |  |
| Фревејни Хаилу  | Шелби Хулихан | Џесика Хал |  |  |  |  |
| Етиопија        | САД           | Аустралија |  |  |  |  |

## Рекорди пре почетка Светског првенства 2025.
Рекорди у трци на 3.000 метара за жене пре почетка светског првенства 1. марта 2025. године:
| Рекорди пре почетка Светског првенства 2025. | Рекорди пре почетка Светског првенства 2025. | Рекорди пре почетка Светског првенства 2025. | Рекорди пре почетка Светског првенства 2025. | Рекорди пре почетка Светског првенства 2025. | Рекорди пре почетка Светског првенства 2025. |
| -------------------------------------------- | -------------------------------------------- | -------------------------------------------- | -------------------------------------------- | -------------------------------------------- | -------------------------------------------- |
| Светски рекорд                               | Гензебе Дибаба                               | Етиопија                                     | 8:16,60                                      | Стокхолм, Шведска                            | 6. фебруар 2014.                             |
| Рекорд светских првенстава                   | Elle Purrier St. Pierre                      | САД                                          | 8:20,87                                      | Глазгов, Уједињено Краљевство                | 2. март 2024.                                |
| Најбољи резултат сезоне                      | Фревејни Хаилу                               | Етиопија                                     | 8:19,98                                      | Лијевен, Француска                           | 13. фебруар 2025.                            |
| Афрички рекорд                               | Гензебе Дибаба                               | Етиопија                                     | 8:16,60                                      | Стокхолм, Шведска                            | 6. фебруар 2014.                             |
| Азијски рекорд                               | Нозоми Танака                                | Јапан                                        | 8:36,03                                      | Глазгов, Уједињено Краљевство                | 2. март 2024.                                |
| Северноамерички рекорд                       | Алиша Монсон                                 | САД                                          | 8:25,05                                      | Њујорк, САД                                  | 11. фебруар 2023.                            |
| Јужноамерички рекорд                         | Федра Алдана Луна                            | Аргентина                                    | 8:57,59                                      | Сабадељ, Шпанија                             | 4. фебруар 2023.                             |
| Европски рекорд                              | Лора Мјур                                    | Велика Британија                             | 8:26,41                                      | Карлсруе, Немачка                            | 4. фебруар 2017.                             |
| Океанијски рекорд                            | Џесика Хал                                   | Аустралија                                   | 8:24,39                                      | Глазгов, Уједињено Краљевство                | 2. март 2024.                                |

### Најбољи резултати у 2025. години
Десет најбољих атлетичарки на 3.000 метара у дворани пре почетка првенства (21. марта 2025) имале су следећи пласман.
| 1.  | Фревејни Хаилу        | Етиопија             | 8:19,98 | 13. фебруар |
| 2.  | Гудаф Цегај           | Етиопија             | 8:25,12 | 13. фебруар |
| 3.  | Бирке Хајлом          | Етиопија             | 8:25,37 | 13. фебруар |
| 4.  | Витни Морган          | САД                  | 8:28,03 | 8. фебруар  |
| 5.  | Мелиса Кортни-Брајант | Уједињено Краљевство | 8:28,69 | 2. фебруар  |
| 6.  | Жозет Ендруз          | САД                  | 8:29,77 | 8. фебруар  |
| 7.  | Елис Крaни            | САД                  | 8:29,87 | 2. фебруар  |
| 8.  | Сара Хили             | Ирска                | 8:30,79 | 8. фебруар  |
| 9.  | Надја Баточети        | Италија              | 8:30,82 | 13. фебруар |
| 10. | Џесика Хал            | Аустралија           | 8:30,91 | 8. фебруар  |

Такмичарке чија су имена подебљана учествовале су на СП 2025.

## Квалификационе норме
| Дворана                 | Отворено |
| ----------------------- | -------- |
| 8:33,00 (14:25,00 5000) |          |

## Сатница
| Датум          | Време | Ниво   |
| -------------- | ----- | ------ |
| 22. март 2025. | 19:15 | Финале |

## Резултати

### Финале
Финале је одржано 22. марта 2025. у 19:15.,,
| Место | Атлетичарка           | Земља      | ЛР      | ЛРС     | Резултат | Белешка |
| ----- | --------------------- | ---------- | ------- | ------- | -------- | ------- |
|       | Фревејни Хаилу        | Етиопија   | 8:19,98 | 8:19,98 | 8:37,21  |         |
|       | Шелби Хулихан         | САД        | 8:26,66 | 8:31,56 | 8:38,26  |         |
|       | Џесика Хал            | Аустралија | 8:24,39 | 8:30,91 | 8:38,28  |         |
| 4     | Витни Морган          | САД        | 8:28,03 | 8:28,03 | 8:39,18  |         |
| 5.    | Бирке Хајлом          | Етиопија   | 8:25,37 | 8:25,37 | 8:39,28  |         |
| 6.    | Сара Хили             | Ирска      | 8:30,79 | 8:30,79 | 8:40,00  |         |
| 7.    | Марта Гарсија         | Шпанија    | 8:38,34 | 8:41,56 | 8:40,80  | ЛРС     |
| 8.    | Пурити Кајују Гитонга | Кенија     | 8:39,36 | 8:39,36 | 8:44,56  |         |
| 9.    | Линден Хол            | Аустралија | 8:35,17 | 8:35,17 | 8:44,99  |         |
| 10.   | Нозоми Танака         | Јапан      | 8:33,52 | 8:33,52 | 8:47,93  |         |
| 11.   | Адва Коен             | Израел     | 8:49,24 | 8:49,24 | 8:59,62  |         |
| 12.   | Јуан Ли               | Кина       | 9:14,65 | 9:14,65 | 9:14,14  | ЛР      |

### Пролазна времена
| Дистанца | Атлетичарка   | Земља      | Време   |
| -------- | ------------- | ---------- | ------- |
| 500 м    | Џесика Хал    | Аустралија | 1:25,68 |
| 1.000 м  | Џесика Хал    | Аустралија | 2:53,80 |
| 1.500 м  | Нозоми Танака | Јапан      | 4:22,83 |
| 2.000 м  | Нозоми Танака | Јапан      | 5:54,49 |
| 2.500 м  | Нозоми Танака | Јапан      | 7:20,67 |